# تشارلز أ. بارلو
تشارلز أ. بارلو هو سياسي أمريكي، ولد في 17 مارس 1858 في كليفلاند في الولايات المتحدة، وتوفي في 3 أكتوبر 1927 في بيكرسفيلد في الولايات المتحدة. نشط حزبياً في حزب الشعب. وقد انتخب عضو جمعية ولاية كاليفورنيا ‏ وانتخب عضو مجلس النواب الأمريكي ‏.